# Love Is In The Air
Pour la chanson de John Paul Young, voir John Paul Young (chanteur).
Singles de AAA
Party it up
(2013) Koi Oto to Amazora
(2013)
Love Is In The Air est le 37e single du groupe AAA, sorti sous le label Avex Trax le 26 juin 2013 au Japon. Il arrive troisième à l'Oricon. Il se vend à 47 210 exemplaires la première semaine et reste classé six semaines pour un total de 49 853 exemplaires vendus en tout durant cette période. Il sort en format CD, CD+DVD, et CD mu-mo.
Love Is In The Air et Eighth Wonder se trouvent sur l'album Eight Wonder.

## Liste des titres
| 1. | Love Is In The Air |  |
| 2. | Eighth Wonder |  |
| 3. | Special Preview (Ver.CD seulement) (Memory Lane (Urata×Atae) ~ TRAP (Uno×Ito) ~ DRAMA (Nishijima×Uno) ~ Believe (Hidaka×Sueyoshi)) |  |
| 4. | Love Is In The Air (Instrumental)                                                                                                  |  |
| 5. | Eighth Wonder (Instrumental) |  |

| 1. | Love Is In The Air (Clip Vidéo) |  |
| 2. | Love Is In The Air (Making Of)  |  |

| 1. | Love Is In The Air                          |  |
| 2. | Eighth Wonder                               |  |
| 3. | Think about AAA 7th Anniversary ~season 26~ |  |
| 4. | Think about AAA 7th Anniversary ~season 27~ |  |